# Marco Foscarini
Pour les articles homonymes, voir Foscarini.
Marco Foscarini, né le 4 février 1696 à Venise et mort le 31 mars 1763 dans la même ville, est un écrivain et homme politique italien du XVIIIe siècle, qui est le 117e doge de Venise, élu en 1762 pour succéder à Francesco Loredano.

## Biographie

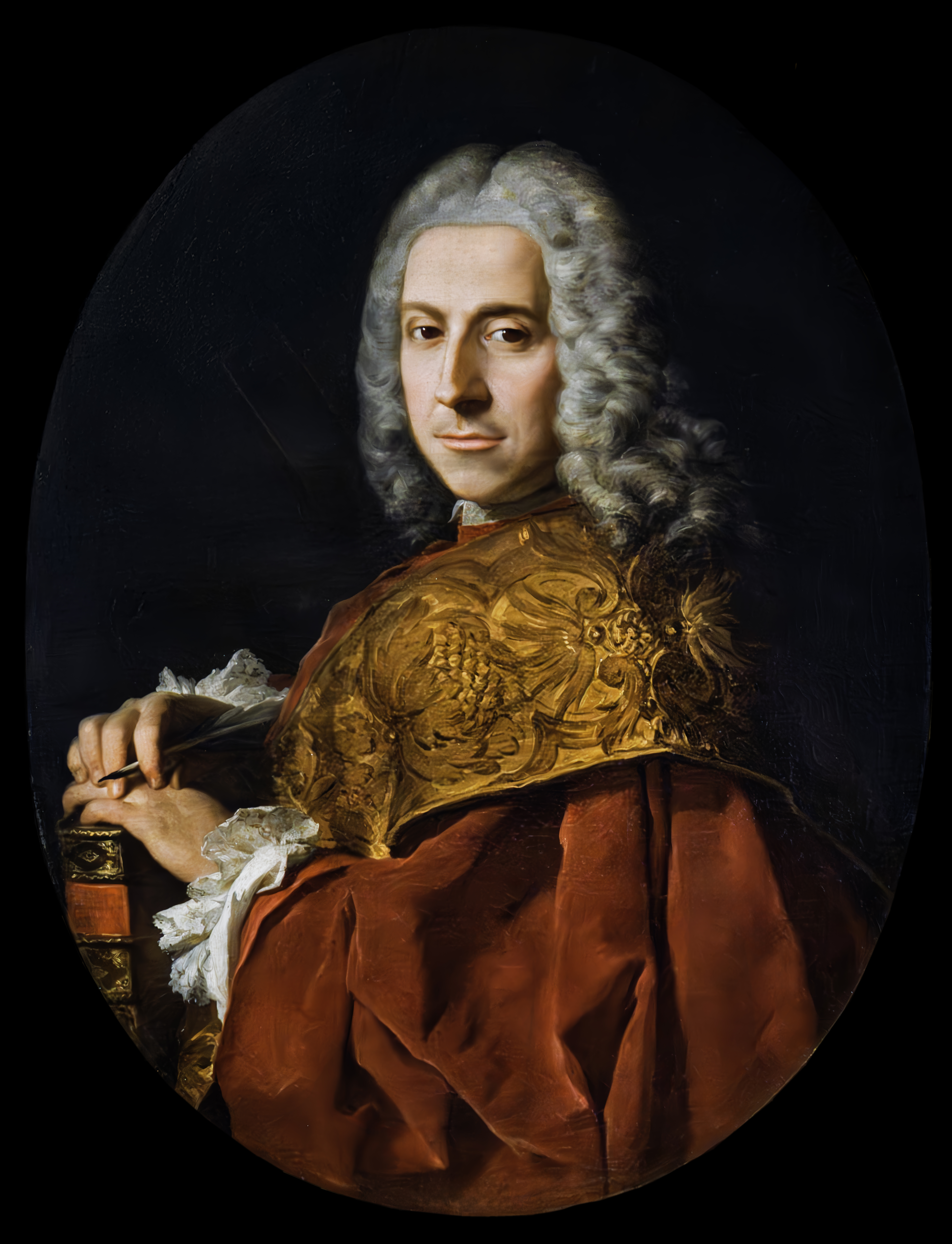
Marco Foscarini par Pierre Subleyras

Marco Foscarini est le second fils de  Nicolò et de Eleonora Loredan. Il fait ses études à l'académie des nobles de San Francesco Saverio à Bologne puis rentre à Venise où il se consacre à ses passions dont la littérature. On sait qu'il ne dispose pas d'une grande fortune mais il est doté d'une intelligence hors du commun qui le place parmi les Vénitiens les plus talentueux de l'histoire de la République.
Pendant sa jeunesse et plus tard, il occupe avec succès des petites charges diplomatiques auprès d'ambassades importantes comme Rome et Turin.
Par la suite, il s'oriente vers la carrière politique où il occupe diverses charges : sage de terre ferme, diplomate, procurateur de Saint-Marc et sage du conseil.
Réputé pour son érudition, il est curieux de noter qu'un de ses centres d'intérêt sont les coraux au point que l'écrivain Gasparo Gozzi, qui est souvent son invité, se plaint que toutes les conversations reviennent sur ce sujet insolite. Comme tous les érudits de son époque Marco Foscarini dispose d'une importante collection d'ouvrages et de manuscrits anciens. Pour enrichir ses archives, il ne dédaigne pas avoir des comportements indignes d'un gentilhomme ; on rapporte que pendant une ambassade à Rome, avec l'aide de son neveu Sebastiano, il déroba à son hôte, semble-t-il un cardinal, un précieux manuscrit le remplaçant par un faux.
Devenu procurateur de Saint-Marc en raison de ses mérites, il se retire de la carrière diplomatique pour se consacrer à ses études et améliorer son éloquence dans un but politique et littéraire.

## Le tournant
1745 est l'année du tournant de sa vie.

Pietro Foscarini d’une branche mineure de sa famille, très riche et sans héritier, le nomme son héritier universel, lui attribuant un immense patrimoine. Avec l'argent, Foscarini trouve à ses côtés  Elisabetta Corner, veuve de Pietro, qui, selon certaines mauvaises langues, lui prodigue beaucoup de faveurs, celui-ci étant par ailleurs célibataire.

S'il n'est pas certain qu'elle soit sa maitresse, il est certain qu'ils sont liés, pendant toute leur vie, par une grande amitié. Sans assumer de nouvelles charges importantes Marco Foscarini, en plus d'être apprécié pour ses compétences, dispose d'un vaste patrimoine qu'il peut investir et de nombreuses connaissances.
Ses discours sont restés célèbres et ce jusqu'à nos jours, l'un d'eux est tellement bouleversant que c'est seulement à sa conclusion qu'on s'aperçoit que quatre heures se sont écoulés depuis son début. Sa réputation est renforcée par son sentiment nationaliste: il est appelé « Gran Cagnesco » pour le fait d'être toujours très sérieux et de ne pas tolérer de critiques envers la République. Cette attitude, en réalité, révèle une appartenance à la mouvance conservatrice qui refuse les idées des nobles progressistes qui voyant l'état misérable de la république de Venise, veulent la rénover.
Marco Foscarini est devenu membre de la Royal Society le 8 février 1759

### Le dogat
De nombreux témoignages et des lettres expédiées par  Foscarini à Elisabetta Corner le montrent prêt à prendre le dogat depuis 1760. Son attente presque embarrassante se conclut le  19 mai 1762, avec la mort de Francesco Loredan. Après avoir été candidat, il corrompt tellement d'électeurs que l'on raconte que, saluant Elisabetta Corner alors qu'il sort pour aller prendre des nouvelles du scrutin décisif, il dit : « Je reviendrai doge ou je ne reviendrai pas ».
On dit aussi que même Elisabetta Corner se met à corrompre les possibles concurrents afin de faire gagner son favori et la satire de l'époque le représente sous les traits de l'impératrice Marie-Thérèse, vraie patronne de l'empire autrichien bien qu'elle ne soit que l'Impératrice consort. Marco Foscarini est élu le 31 mai au premier scrutin et assume immédiatement sa charge.
Curieusement, après avoir tellement brigué le poste, Foscarini tombe malade presque immédiatement et doit à plusieurs fois se retirer pour se soigner. Les seize médecins qui s'occupent de lui sont partagés et ils recommandent des thérapies différentes et opposées. Sa santé ne s'améliore pas et le 31 mars 1763, après dix mois d'un dogat anonyme, il meurt. Il est enterré dans l'église San Stae.
Elisabetta Corner, qui lui survit, doit payer 250 000 ducats de dettes et on raconte qu'elle doit hypothéquer jusqu'à ses portes pour payer la campagne électorale.
En 1867, après l'annexion de Venise par le royaume d'Italie le lycée San Caterina, créé en 1807, prend son nom. L'école existe encore aujourd'hui avec pour nom Convitto Nazionale – Liceo Classico Marco Foscarini.
Il est l'auteur d'une Histoire de la littérature vénitienne (Padoue, 1752), ouvrage riche en documents, et rédigé avec critique, mais inachevé.